# Elena Likhovtseva
Elena Aleksandrovna Likhovtseva (en russe : Елена Александровна Лиховцева), née le 8 septembre 1975 à Almaty, en RSS kazakhe (Union soviétique) est une joueuse de tennis russe, professionnelle de 1992 à 2008. Son entraîneur est Dmitry Degtriarev.

## Carrière
Ses principaux succès ont été conquis en double dames, sa discipline de prédilection : elle s'est notamment imposée à vingt-sept reprises sur le circuit WTA (associée à douze joueuses différentes) et a disputé quatre finales dans les tournois du Grand Chelem ; elle a atteint la 3e place mondiale de la spécialité en septembre 2004.
Elena Likhovtseva a également connu une très honorable carrière de simple. Comptant sans presque discontinuer parmi les trente meilleures joueuses mondiales entre 1996 et 2004, elle s'est hissée au 15e rang en octobre 1999. En 2005, elle s'est qualifiée pour les demi-finales à Roland-Garros, son meilleur résultat en Grand Chelem.

## Palmarès

### Titres en simple dames
| No | Date       | Nom et lieu du tournoi                 | Catégorie | Dotation  | Surface         | Finaliste        | Score         |          |
| -- | ---------- | -------------------------------------- | --------- | --------- | --------------- | ---------------- | ------------- | -------- |
| 1  | 11-10-1993 | Open Languedoc-Roussillon, Montpellier | Tier IV   | 100 000 $ | Moquette (int.) | Dominique Monami | 6-3, 6-4      | Parcours |
| 2  | 01-01-1997 | Gold Coast Classic, Gold Coast         | Tier III  | 164 250 $ | Dur (ext.)      | Ai Sugiyama      | 3-6, 7-6, 6-3 | Parcours |
| 3  | 24-08-2004 | Women’s Tennis Classic, Forest Hills   | Tier V    | 65 882 $  | Dur (ext.)      | Iveta Benešová   | 6-2, 6-2      | Parcours |

### Finales en simple dames
| No | Date       | Nom et lieu du tournoi                   | Catégorie | Dotation    | Surface         | Vainqueure        | Score          |          |
| -- | ---------- | ---------------------------------------- | --------- | ----------- | --------------- | ----------------- | -------------- | -------- |
| 1  | 13-02-1995 | IGA Tennis Classic, Oklahoma City        | Tier III  | 161 250 $   | Dur (int.)      | Brenda Schultz    | 6-1, 6-2       | Parcours |
| 2  | 17-05-1999 | Internationaux de Strasbourg, Strasbourg | Tier III  | 190 000 $   | Terre (ext.)    | Jennifer Capriati | 6-1, 6-3       | Parcours |
| 3  | 30-10-2000 | Sparkassen Cup, Leipzig                  | Tier II   | 535 000 $   | Moquette (int.) | Kim Clijsters     | 7-66, 4-6, 6-4 | Parcours |
| 4  | 10-02-2003 | Qatar Total FinaElf Open, Doha           | Tier III  | 170 000 $   | Dur (ext.)      | Anastasia Myskina | 6-3, 6-1       | Parcours |
| 5  | 02-08-2004 | Coupe Rogers, Montréal                   | Tier I    | 1 300 000 $ | Dur (ext.)      | Amélie Mauresmo   | 6-1, 6-0       | Parcours |

### Titres en double dames
| No | Date       | Nom et lieu du tournoi                     | Catégorie | Dotation    | Surface         | Partenaire          | Finalistes                               | Score              |          |
| -- | ---------- | ------------------------------------------ | --------- | ----------- | --------------- | ------------------- | ---------------------------------------- | ------------------ | -------- |
| 1  | 05-01-1998 | Thalgo Hard Court Championships Gold Coast | Tier III  | 164 250 $   | Dur (ext.)      | Ai Sugiyama         | Park Sung-hee Wang Shi-Ting              | 1-6, 6-3, 6-4      | Parcours |
| 2  | 26-10-1998 | SEAT Open Luxembourg                       | Tier III  | 164 250 $   | Moquette (int.) | Ai Sugiyama         | Larisa Neiland Elena Tatarkova           | 6-7, 6-3, 2-0, ab. | Parcours |
| 3  | 02-11-1998 | Sparkassen Cup International GP Leipzig    | Tier II   | 450 000 $   | Moquette (int.) | Ai Sugiyama         | Manon Bollegraf Irina Spîrlea            | 6-3, 6-7, 6-1      | Parcours |
| 4  | 09-11-1998 | Advanta Championships Philadelphie         | Tier II   | 450 000 $   | Moquette (int.) | Ai Sugiyama         | Monica Seles Natasha Zvereva             | 7-5, 4-6, 6-2      | Parcours |
| 5  | 11-01-1999 | Adidas International Sydney                | Tier II   | 420 000 $   | Dur (ext.)      | Ai Sugiyama         | Mary Joe Fernández Anke Huber            | 6-3, 2-6, 6-0      | Parcours |
| 6  | 29-03-1999 | Family Circle Cup Hilton Head              | Tier I    | 1 000 000 $ | Terre (ext.)    | Jana Novotná        | Barbara Schett Patty Schnyder            | 6-1, 6-4           | Parcours |
| 7  | 17-05-1999 | Internationaux de Strasbourg Strasbourg    | Tier III  | 190 000 $   | Terre (ext.)    | Ai Sugiyama         | Alexandra Fusai Nathalie Tauziat         | 2-6, 7-6, 6-1      | Parcours |
| 8  | 08-01-2001 | ANZ Tasmanian International Hobart         | Tier V    | 110 000 $   | Dur (ext.)      | Cara Black          | Ruxandra Dragomir Virginia Ruano Pascual | 6-4, 6-1           | Parcours |
| 9  | 01-05-2001 | Betty Barclay Cup Hambourg                 | Tier II   | 565 000 $   | Terre (ext.)    | Cara Black          | Květa Hrdličková Barbara Rittner         | 6-2, 4-6, 6-2      | Parcours |
| 10 | 14-05-2001 | Italian Open Rome                          | Tier I    | 1 200 000 $ | Terre (ext.)    | Cara Black          | Paola Suárez Patricia Tarabini           | 6-1, 6-1           | Parcours |
| 11 | 11-06-2001 | DFS Classic Birmingham                     | Tier III  | 170 000 $   | Gazon (ext.)    | Cara Black          | Kimberly Po Nathalie Tauziat             | 6-1, 6-2           | Parcours |
| 12 | 30-07-2001 | Acura Classic San Diego                    | Tier II   | 750 000 $   | Dur (ext.)      | Cara Black          | Martina Hingis Anna Kournikova           | 6-4, 1-6, 6-4      | Parcours |
| 13 | 20-08-2001 | Pilot Pen Tennis New Haven                 | Tier II   | 565 000 $   | Dur (ext.)      | Cara Black          | Jelena Dokić Nadia Petrova               | 6-0, 3-6, 6-2      | Parcours |
| 14 | 24-09-2001 | Sparkassen Cup International GP Leipzig    | Tier II   | 565 000 $   | Moquette (int.) | Nathalie Tauziat    | Květa Hrdličková Barbara Rittner         | 6-4, 6-2           | Parcours |
| 15 | 01-04-2002 | Sarasota Open Sarasota                     | Tier IV   | 140 000 $   | Terre (ext.)    | Jelena Dokić        | Els Callens Conchita Martínez            | 6-75, 6-3, 6-3     | Parcours |
| 16 | 06-01-2003 | Moorilla International Hobart              | Tier V    | 110 000 $   | Dur (ext.)      | Cara Black          | Barbara Schett Patricia Wartusch         | 7-5, 7-61          | Parcours |
| 17 | 03-02-2003 | WTA Indian Open Hyderabad                  | Tier IV   | 140 000 $   | Dur (ext.)      | Iroda Tulyaganova   | Evgenia Kulikovskaya Tatiana Poutchek    | 6-4, 6-4           | Parcours |
| 18 | 05-01-2004 | Uncle Tobys Hard Court Gold Coast          | Tier III  | 170 000 $   | Dur (ext.)      | Svetlana Kuznetsova | Liezel Huber Magdalena Maleeva           | 6-3, 6-4           | Parcours |
| 19 | 01-03-2004 | Qatar Total Open Doha                      | Tier II   | 600 000 $   | Dur (ext.)      | Svetlana Kuznetsova | Janette Husárová Conchita Martínez       | 7-64, 6-2          | Parcours |
| 20 | 25-10-2004 | Generali Ladies Linz                       | Tier II   | 585 000 $   | Dur (int.)      | Janette Husárová    | Nathalie Dechy Patty Schnyder            | 6-2, 7-5           | Parcours |
| 21 | 03-01-2005 | Uncle Tobys Hard Court Gold Coast          | Tier III  | 170 000 $   | Dur (ext.)      | Magdalena Maleeva   | Maria Elena Camerin Silvia Farina        | 6-3, 5-7, 6-1      | Parcours |
| 22 | 31-01-2005 | Toray Pan Pacific Open Tokyo               | Tier I    | 1 300 000 $ | Moquette (int.) | Janette Husárová    | Lindsay Davenport Corina Morariu         | 6-4, 6-3           | Parcours |
| 23 | 02-05-2005 | Qatar Total German Open Berlin             | Tier I    | 1 300 000 $ | Terre (ext.)    | Vera Zvonareva      | Cara Black Liezel Huber                  | 4-6, 6-4, 6-3      | Parcours |
| 24 | 19-09-2005 | Sunfeast Open Calcutta                     | Tier III  | 170 000 $   | Dur (int.)      | Anastasia Myskina   | Neha Uberoi Shikha Uberoi                | 6-1, 6-0           | Parcours |
| 25 | 02-01-2006 | ASB Classic Auckland                       | Tier IV   | 145 000 $   | Dur (ext.)      | Vera Zvonareva      | Émilie Loit Barbora Z. Strýcová          | 6-3, 6-4           | Parcours |
| 26 | 01-05-2006 | J&S Cup Varsovie                           | Tier II   | 600 000 $   | Terre (ext.)    | Anastasia Myskina   | Anabel Medina Katarina Srebotnik         | 6-3, 6-4           | Parcours |
| 27 | 07-01-2007 | Moorilla International Hobart              | Tier IV   | 170 000 $   | Dur (ext.)      | Elena Vesnina       | Anabel Medina Virginia Ruano Pascual     | 2-6, 6-1, 6-2      | Parcours |

### Finales en double dames
| No | Date       | Nom et lieu du tournoi                         | Catégorie | Dotation    | Surface         | Vainqueures                             | Partenaire          | Score            |          |
| -- | ---------- | ---------------------------------------------- | --------- | ----------- | --------------- | --------------------------------------- | ------------------- | ---------------- | -------- |
| 1  | 19-05-1997 | Internationaux de Strasbourg Strasbourg        | Tier III  | 250 000 $   | Terre (ext.)    | Helena Suková Natasha Zvereva           | Ai Sugiyama         | 6-1, 6-1         | Parcours |
| 2  | 16-02-1998 | Faber Grand Prix Hanovre                       | Tier II   | 450 000 $   | Moquette (int.) | Lisa Raymond Rennae Stubbs              | Caroline Vis        | 6-1, 6-7, 6-3    | Parcours |
| 3  | 22-02-1999 | Open Gaz de France Paris                       | Tier II   | 520 000 $   | Moquette (int.) | Irina Spîrlea Caroline Vis              | Ai Sugiyama         | 7-5, 3-6, 6-3    | Parcours |
| 4  | 26-07-1999 | Bank of the West Classic Stanford              | Tier II   | 520 000 $   | Dur (ext.)      | Lindsay Davenport Corina Morariu        | Anna Kournikova     | 6-4, 6-4         | Parcours |
| 5  | 23-08-1999 | Pilot Pen New Haven                            | Tier II   | 520 000 $   | Dur (ext.)      | Lisa Raymond Rennae Stubbs              | Jana Novotná        | 7-6, 6-2         | Parcours |
| 6  | 01-11-1999 | Sparkassen Cup International Leipzig           | Tier II   | 520 000 $   | Moquette (int.) | Larisa Neiland Mary Pierce              | Ai Sugiyama         | 6-4, 6-3         | Parcours |
| 7  | 28-08-2000 | US Open Flushing Meadows                       | G. Chelem | 6 467 000 $ | Dur (ext.)      | Julie Halard Ai Sugiyama                | Cara Black          | 6-0, 1-6, 6-1    | Parcours |
| 8  | 07-05-2001 | Eurocard German Open Berlin                    | Tier I    | 1 185 000 $ | Terre (ext.)    | Els Callens Meghann Shaughnessy         | Cara Black          | 6-4, 6-3         | Parcours |
| 9  | 18-06-2001 | Britannic Asset Int’l Championships Eastbourne | Tier II   | 565 000 $   | Gazon (ext.)    | Lisa Raymond Rennae Stubbs              | Cara Black          | 6-2, 6-2         | Parcours |
| 10 | 29-10-2001 | Sanex Championships Munich                     | Masters   | 3 000 000 $ | Dur (int.)      | Lisa Raymond Rennae Stubbs              | Cara Black          | 7-5, 3-6, 6-3    | Parcours |
| 11 | 25-02-2002 | State Farm Classic Scottsdale                  | Tier II   | 585 000 $   | Dur (ext.)      | Lisa Raymond Rennae Stubbs              | Cara Black          | 6-3, 5-7, 7-64   | Parcours |
| 12 | 17-06-2002 | Britannic Asset Int’l Championships Eastbourne | Tier II   | 585 000 $   | Gazon (ext.)    | Lisa Raymond Rennae Stubbs              | Cara Black          | 6-75, 7-66, 6-2  | Parcours |
| 13 | 04-11-2002 | Home Depot Championships Los Angeles           | Masters   | 3 000 000 $ | Dur (int.)      | Elena Dementieva Janette Husárová       | Cara Black          | 4-6, 6-4, 6-3    | Parcours |
| 14 | 30-12-2002 | ASB Classic Auckland                           | Tier IV   | 140 000 $   | Dur (ext.)      | Teryn Ashley Abigail Spears             | Cara Black          | 6-2, 2-6, 6-0    | Parcours |
| 15 | 17-02-2003 | Duty Free Women’s Open Dubaï                   | Tier II   | 585 000 $   | Dur (ext.)      | Svetlana Kuznetsova Martina Navrátilová | Cara Black          | 6-3, 7-67        | Parcours |
| 16 | 22-09-2003 | Sparkassen Cup Leipzig                         | Tier II   | 585 000 $   | Moquette (int.) | Svetlana Kuznetsova Martina Navrátilová | Nadia Petrova       | 3-6, 6-1, 6-3    | Parcours |
| 17 | 19-01-2004 | Australian Open Melbourne                      | G. Chelem | 5 590 310 $ | Dur (ext.)      | Virginia Ruano Pascual Paola Suárez     | Svetlana Kuznetsova | 6-4, 6-3         | Parcours |
| 18 | 02-02-2004 | Toray Pan Pacific Open Tokyo                   | Tier I    | 1 300 000 $ | Moquette (int.) | Cara Black Rennae Stubbs                | Magdalena Maleeva   | 6-0, 6-1         | Parcours |
| 19 | 23-02-2004 | Duty Free Women’s Open Dubaï                   | Tier II   | 585 000 $   | Dur (ext.)      | Janette Husárová Conchita Martínez      | Svetlana Kuznetsova | 6-0, 1-6, 6-3    | Parcours |
| 20 | 08-03-2004 | Pacific Life Open Indian Wells                 | Tier I    | 2 100 000 $ | Dur (ext.)      | Virginia Ruano Pascual Paola Suárez     | Svetlana Kuznetsova | 6-1, 6-2         | Parcours |
| 21 | 24-03-2004 | NASDAQ-100 Open Miami                          | Tier I    | 3 060 000 $ | Dur (ext.)      | Nadia Petrova Meghann Shaughnessy       | Svetlana Kuznetsova | 6-2, 6-3         | Parcours |
| 22 | 24-05-2004 | Roland-Garros Paris                            | G. Chelem | 5 982 126 $ | Terre (ext.)    | Virginia Ruano Pascual Paola Suárez     | Svetlana Kuznetsova | 6-0, 6-3         | Parcours |
| 23 | 14-06-2004 | Hastings Direct Int’l Championships Eastbourne | Tier II   | 585 000 $   | Gazon (ext.)    | Alicia Molik Magüi Serna                | Svetlana Kuznetsova | 6-4, 6-4         | Parcours |
| 24 | 30-08-2004 | US Open Flushing Meadows                       | G. Chelem | 7 017 780 $ | Dur (ext.)      | Virginia Ruano Pascual Paola Suárez     | Svetlana Kuznetsova | 6-4, 7-5         | Parcours |
| 25 | 13-06-2005 | Hastings Direct Int’l Championships Eastbourne | Tier II   | 585 000 $   | Gazon (ext.)    | Lisa Raymond Rennae Stubbs              | Vera Zvonareva      | 6-3, 7-5         | Parcours |
| 26 | 25-07-2005 | Bank of the West Classic Stanford              | Tier II   | 585 000 $   | Dur (ext.)      | Cara Black Rennae Stubbs                | Vera Zvonareva      | 6-3, 7-5         | Parcours |
| 27 | 12-02-2007 | Proximus Diamond Games Anvers                  | Tier II   | 600 000 $   | Moquette (int.) | Cara Black Liezel Huber                 | Elena Vesnina       | 7-5, 4-6, 6-1    | Parcours |
| 28 | 30-04-2007 | J&S Cup Varsovie                               | Tier II   | 600 000 $   | Terre (ext.)    | Vera Dushevina Tatiana Perebiynis       | Elena Vesnina       | 7-5, 3-6, [10-2] | Parcours |
| 29 | 17-09-2007 | Banka Koper Slovenia Open Portorož             | Tier IV   | 145 000 $   | Dur (ext.)      | Lucie Hradecká Renata Voráčová          | Andreja Klepač      | 5-7, 6-4, [10-7] | Parcours |

### Titres en double mixte
| No | Date       | Nom et lieu du tournoi      | Catégorie | Dotation    | Surface      | Partenaire      | Finalistes                       | Score         |          |
| -- | ---------- | --------------------------- | --------- | ----------- | ------------ | --------------- | -------------------------------- | ------------- | -------- |
| 1  | 24-06-2002 | The Championships Wimbledon | G. Chelem | 5 450 958 $ | Gazon (ext.) | Mahesh Bhupathi | Daniela Hantuchová Kevin Ullyett | 6-2, 1-6, 6-1 | Parcours |
| 2  | 15-01-2007 | Australian Open Melbourne   | G. Chelem | 6 737 973 $ | Dur (ext.)   | Daniel Nestor   | Victoria Azarenka Max Mirnyi     | 6-4, 6-4      | Parcours |

### Finales en double mixte
| No | Date       | Nom et lieu du tournoi    | Catégorie | Dotation    | Surface      | Vainqueures                       | Partenaire      | Score    |          |
| -- | ---------- | ------------------------- | --------- | ----------- | ------------ | --------------------------------- | --------------- | -------- | -------- |
| 1  | 26-05-2003 | Roland-Garros Paris       | G. Chelem | 6 225 054 $ | Terre (ext.) | Lisa Raymond Mike Bryan           | Mahesh Bhupathi | 6-3, 6-4 | Parcours |
| 2  | 16-01-2006 | Australian Open Melbourne | G. Chelem | 6 137 580 $ | Dur (ext.)   | Martina Hingis Mahesh Bhupathi    | Daniel Nestor   | 6-3, 6-3 | Parcours |
| 3  | 29-05-2006 | Roland-Garros Paris       | G. Chelem | 6 747 626 $ | Terre (ext.) | Katarina Srebotnik Nenad Zimonjić | Daniel Nestor   | 6-3, 6-4 | Parcours |

## Parcours en Grand Chelem

### En simple dames
| Année | Open d'Australie | Open d'Australie     | Internationaux de France | Internationaux de France | Wimbledon       | Wimbledon          | US Open         | US Open           |
| ----- | ---------------- | -------------------- | ------------------------ | ------------------------ | --------------- | ------------------ | --------------- | ----------------- |
| 1993  | -                | -                    | -                        | -                        | -               | -                  | 2e tour (1/32)  | Chanda Rubin      |
| 1994  | 3e tour (1/16)   | Magdalena Maleeva    | -                        | -                        | 1er tour (1/64) | Amanda Coetzer     | 4e tour (1/8)   | Gabriela Sabatini |
| 1995  | 1er tour (1/64)  | Kimiko Date          | 2e tour (1/32)           | Wang Shi-Ting            | 1er tour (1/64) | Silvia Farina      | 1er tour (1/64) | Sabine Appelmans  |
| 1996  | 4e tour (1/8)    | Amanda Coetzer       | 3e tour (1/16)           | Arantxa Sánchez          | 4e tour (1/8)   | Mary Pierce        | 3e tour (1/16)  | Arantxa Sánchez   |
| 1997  | 1er tour (1/64)  | Mary Pierce          | 2e tour (1/32)           | Karina Habšudová         | 2e tour (1/32)  | Jana Novotná       | 3e tour (1/16)  | Martina Hingis    |
| 1998  | 3e tour (1/16)   | Henrieta Nagyová     | 3e tour (1/16)           | Lindsay Davenport        | 3e tour (1/16)  | Martina Hingis     | 1er tour (1/64) | Irina Spîrlea     |
| 1999  | 3e tour (1/16)   | Barbara Schett       | 3e tour (1/16)           | Gala León García         | 3e tour (1/16)  | Dominique Monami   | 4e tour (1/8)   | Barbara Schett    |
| 2000  | 1/4 de finale    | Conchita Martínez    | 1er tour (1/64)          | Magdalena Grzybowska     | 2e tour (1/32)  | Lindsay Davenport  | 3e tour (1/16)  | Anke Huber        |
| 2001  | 1er tour (1/64)  | Barbara Schett       | 1er tour (1/64)          | Rossana de los Ríos      | 3e tour (1/16)  | Venus Williams     | 4e tour (1/8)   | Lindsay Davenport |
| 2002  | 1er tour (1/64)  | Emmanuelle Gagliardi | 3e tour (1/16)           | Jelena Dokić             | 1/4 de finale   | Venus Williams     | 2e tour (1/32)  | Dája Bedáňová     |
| 2003  | 1er tour (1/64)  | A. Serra Zanetti     | 1er tour (1/64)          | Émilie Loit              | 2e tour (1/32)  | Alicia Molik       | 4e tour (1/8)   | Paola Suárez      |
| 2004  | 3e tour (1/16)   | Chanda Rubin         | 2e tour (1/32)           | Fabiola Zuluaga          | 2e tour (1/32)  | Virginie Razzano   | 1er tour (1/64) | Maria Kirilenko   |
| 2005  | 3e tour (1/16)   | Karolina Šprem       | 1/2 finale               | Mary Pierce              | 4e tour (1/8)   | Amélie Mauresmo    | 4e tour (1/8)   | Amélie Mauresmo   |
| 2006  | 2e tour (1/32)   | Virginia Ruano       | 1er tour (1/64)          | Karolina Šprem           | 3e tour (1/16)  | Elena Dementieva   | 3e tour (1/16)  | Maria Sharapova   |
| 2007  | 1er tour (1/64)  | Julia Vakulenko      | 2e tour (1/32)           | Anabel Medina            | 2e tour (1/32)  | Daniela Hantuchová | 2e tour (1/32)  | Vera Zvonareva    |

À droite du résultat, l’ultime adversaire.

### En double dames
| Année | Open d'Australie              | Open d'Australie            | Internationaux de France      | Internationaux de France  | Wimbledon                     | Wimbledon                 | US Open                       | US Open                    |
| ----- | ----------------------------- | --------------------------- | ----------------------------- | ------------------------- | ----------------------------- | ------------------------- | ----------------------------- | -------------------------- |
| 1994  | 1er tour (1/32) E. Makarova   | Åsa Svensson C. Cristea     | -                             | -                         | -                             | -                         | 1er tour (1/32) E. Makarova   | G. Fernández N. Zvereva    |
| 1995  | 1er tour (1/32) R. Dragomir   | Debbie Graham S. Stafford   | 2e tour (1/16) C. Singer      | G. Sabatini B. Schultz    | 1er tour (1/32) E. Pampoulova | Mercedes Paz S. Stafford  | 1er tour (1/32) Nanne Dahlman | Yone Kamio N. Kijimuta     |
| 1996  | 1er tour (1/32) Hiromi Nagano | Petra Ritter Studeníková    | 2e tour (1/16) Rita Grande    | E. Smylie Linda Wild      | 2e tour (1/16) Rita Grande    | C. Martínez P. Tarabini   | 1/4 de finale A. Kournikova   | Jana Novotná A. Sánchez    |
| 1997  | 1er tour (1/32) A. Kournikova | Chanda Rubin B. Schultz     | 3e tour (1/8) A. Kournikova   | A. Fusai N. Tauziat       | 2e tour (1/16) A. Kournikova  | N. Kijimuta Nana Miyagi   | 3e tour (1/8) A. Kournikova   | M. Hingis A. Sánchez       |
| 1998  | 1/4 de finale Ai Sugiyama     | C. Martínez P. Tarabini     | 3e tour (1/8) Ai Sugiyama     | A. Fusai N. Tauziat       | 3e tour (1/8) Ai Sugiyama     | A. Sánchez Helena Suková  | -                             | -                          |
| 1999  | 2e tour (1/16) Ai Sugiyama    | F. Labat D. Monami          | 1/4 de finale Ai Sugiyama     | A. Fusai N. Tauziat       | 2e tour (1/16) Ai Sugiyama    | Jelena Dokić Tina Pisnik  | 1er tour (1/32) Ai Sugiyama   | S. Noorlander P. Wartusch  |
| 2000  | 3e tour (1/8) A. Coetzer      | Julie Halard Ai Sugiyama    | 1er tour (1/32) Tulyaganova   | S. Foretz V. Razzano      | 1er tour (1/32) L. Courtois   | K. Boogert M. Oremans     | Finale Cara Black             | Julie Halard Ai Sugiyama   |
| 2001  | 2e tour (1/16) Cara Black     | R. McQuillan Lisa McShea    | 3e tour (1/8) Cara Black      | Jelena Dokić C. Martínez  | 2e tour (1/16) Cara Black     | R. McQuillan Lisa McShea  | 1/2 finale Cara Black         | Lisa Raymond Rennae Stubbs |
| 2002  | 1er tour (1/32) Cara Black    | Kim Grant A. Spears         | 3e tour (1/8) Cara Black      | Rika Fujiwara Ai Sugiyama | 1/2 finale Cara Black         | V. Ruano Paola Suárez     | 1/2 finale Cara Black         | E. Dementieva J. Husárová  |
| 2003  | 3e tour (1/8) Cara Black      | Mary Pierce Rennae Stubbs   | 1/2 finale Cara Black         | Kim Clijsters Ai Sugiyama | 3e tour (1/8) Cara Black      | Petra Mandula P. Wartusch | 1/2 finale Cara Black         | V. Ruano Paola Suárez      |
| 2004  | Finale S. Kuznetsova          | V. Ruano Paola Suárez       | Finale S. Kuznetsova          | V. Ruano Paola Suárez     | 1/4 de finale S. Kuznetsova   | Liezel Huber Ai Sugiyama  | Finale S. Kuznetsova          | V. Ruano Paola Suárez      |
| 2005  | 2e tour (1/16) J. Husárová    | Chuang C.J. Rika Fujiwara   | 3e tour (1/8) V. Zvonareva    | S. Asagoe K. Srebotnik    | 1/4 de finale V. Zvonareva    | S. Kuznetsova A. Mauresmo | 2e tour (1/16) M. Maleeva     | S. Asagoe K. Srebotnik     |
| 2006  | 1/4 de finale V. Zvonareva    | A.-L. Grönefeld Shaughnessy | 3e tour (1/8) A. Myskina      | Cara Black Rennae Stubbs  | 3e tour (1/8) A. Myskina      | Liezel Huber Navrátilová  | 3e tour (1/8) J. Husárová     | Cara Black Rennae Stubbs   |
| 2007  | 1er tour (1/32) Elena Vesnina | F. Schiavone P. Schnyder    | 1er tour (1/32) Elena Vesnina | J. Gajdošová A. Morigami  | 1/4 de finale Sun Tiantian    | K. Srebotnik Ai Sugiyama  | 1er tour (1/32) Sun Tiantian  | A. Harkleroad V. Zvonareva |
| 2008  | -                             | -                           | 2e tour (1/16) N. Dechy       | S. Cîrstea Aravane Rezaï  | -                             | -                         | 2e tour (1/16) E. Rodina      | Raquel Kops A. Spears      |

Sous le résultat, la partenaire ; à droite, l’ultime équipe adverse.

### En double mixte
| Année | Open d'Australie             | Open d'Australie            | Internationaux de France      | Internationaux de France    | Wimbledon                   | Wimbledon                   | US Open                       | US Open                    |
| ----- | ---------------------------- | --------------------------- | ----------------------------- | --------------------------- | --------------------------- | --------------------------- | ----------------------------- | -------------------------- |
| 1997  | 1er tour (1/16) A. Olhovskiy | L. Davenport Grant Connell  | 2e tour (1/16) Jeff Tarango   | R. Dragomir Leander Paes    | 2e tour (1/16) Max Mirnyi   | Lori McNeil T. Middleton    | 1/4 de finale Jeff Tarango    | Lisa Raymond P. Galbraith  |
| 1998  | 1/2 finale Max Mirnyi        | V. Williams J. Gimelstob    | 1er tour (1/32) A. Olhovskiy  | M. de Swardt Neil Broad     | 1/4 de finale Jeff Tarango  | Caroline Vis Paul Haarhuis  | 2e tour (1/8) Menno Oosting   | Mirjana Lučić M. Bhupathi  |
| 1999  | 2e tour (1/8) Jeff Tarango   | S. Williams Max Mirnyi      | 1/2 finale M. Woodforde       | L. Neiland Rick Leach       | 1/2 finale Mark Knowles     | Lisa Raymond Leander Paes   | 1er tour (1/16) Mark Knowles  | A. Stevenson Brian MacPhie |
| 2000  | 1/4 de finale Jeff Tarango   | A. Kournikova J. Björkman   | 1/4 de finale Jeff Tarango    | Rennae Stubbs T. Woodbridge | 1/4 de finale Mark Knowles  | Kimberly Po D. Johnson      | 1/2 finale Paul Haarhuis      | A. Sánchez Jared Palmer    |
| 2001  | 1er tour (1/16) Jeff Tarango | A. Ellwood Wayne Arthurs    | 1/2 finale M. Bhupathi        | Paola Suárez Jaime Oncins   | 1/2 finale M. Bhupathi      | Liezel Huber Mike Bryan     | 1er tour (1/16) Brian MacPhie | P. Tarabini Michael Hill   |
| 2002  | 1/2 finale M. Bhupathi       | D. Hantuchová Kevin Ullyett | 1/4 de finale M. Bhupathi     | Cara Black Wayne Black      | Victoire M. Bhupathi        | D. Hantuchová Kevin Ullyett | 2e tour (1/8) M. Bhupathi     | C. Morariu J. Gimelstob    |
| 2003  | 2e tour (1/8) Mark Knowles   | Navrátilová Leander Paes    | Finale M. Bhupathi            | Lisa Raymond Mike Bryan     | 2e tour (1/16) Bob Bryan    | An. Rodionova Andy Ram      | 2e tour (1/8) T. Woodbridge   | A. Stevenson V. Spadea     |
| 2004  | 1er tour (1/16) M. Bhupathi  | Tina Križan Jeff Coetzee    | 1er tour (1/16) M. Bhupathi   | Els Callens S. Prieto       | 1/4 de finale M. Bhupathi   | L. Davenport Bob Bryan      | 1/4 de finale N. Zimonjić     | Alicia Molik T. Woodbridge |
| 2005  | 2e tour (1/8) N. Zimonjić    | S. Stosur Scott Draper      | 1er tour (1/16) Leoš Friedl   | S. Stosur Paul Hanley       | 3e tour (1/8) D. Hrbatý     | Gisela Dulko Mariano Hood   | 2e tour (1/8) Daniel Nestor   | K. Srebotnik N. Zimonjić   |
| 2006  | Finale Daniel Nestor         | M. Hingis M. Bhupathi       | Finale Daniel Nestor          | K. Srebotnik N. Zimonjić    | 1/4 de finale Daniel Nestor | Zheng Jie Max Mirnyi        | 1er tour (1/16) Daniel Nestor | Květa Peschke Martin Damm  |
| 2007  | Victoire Daniel Nestor       | V. Azarenka Max Mirnyi      | 1er tour (1/16) Daniel Nestor | K. Srebotnik N. Zimonjić    | 1/2 finale Daniel Nestor    | J. Janković Jamie Murray    | 1er tour (1/16) Daniel Nestor | Sania Mirza M. Bhupathi    |
| 2008  | -                            | -                           | 1er tour (1/16) Daniel Nestor | Cara Black Paul Hanley      | -                           | -                           | -                             | -                          |

Sous le résultat, le partenaire ; à droite, l’ultime équipe adverse.

## Parcours aux Masters

### En simple dames
| # | Date       | Nom de l'édition             | ($)       | Surface         | Résultat       | Ultime adversaire | Score         |          |
| - | ---------- | ---------------------------- | --------- | --------------- | -------------- | ----------------- | ------------- | -------- |
| 1 | 15/11/1999 | Chase Championships New York | 2 000 000 | Moquette (int.) | 1er tour (1/8) | Dominique Monami  | 6-2, 6-3      | Parcours |
| 2 | 13/11/2000 | Chase Championships New York | 2 000 000 | Moquette (int.) | 1er tour (1/8) | Conchita Martínez | 2-6, 6-4, 6-3 | Parcours |

### En double dames
| # | Date       | Nom de l'édition                          | ($)       | Surface         | Résultat      | Partenaire          | Ultimes adversaires               | Score         |          |
| - | ---------- | ----------------------------------------- | --------- | --------------- | ------------- | ------------------- | --------------------------------- | ------------- | -------- |
| 1 | 16/11/1998 | Chase Championships New York              | 2 000 000 | Moquette (int.) | 1/4 de finale | Ai Sugiyama         | Alexandra Fusai Nathalie Tauziat  | 4-6, 6-1, 6-4 | Parcours |
| 2 | 15/11/1999 | Chase Championships New York              | 2 000 000 | Moquette (int.) | 1/4 de finale | Ai Sugiyama         | Lisa Raymond Rennae Stubbs        | 6-3, 6-3      | Parcours |
| 3 | 13/11/2000 | Chase Championships New York              | 2 000 000 | Moquette (int.) | 1/4 de finale | Cara Black          | Martina Hingis Anna Kournikova    | 6-0, 7-5      | Parcours |
| 4 | 29/10/2001 | Sanex Championships Munich                | 3 000 000 | Dur (int.)      | Finale        | Cara Black          | Lisa Raymond Rennae Stubbs        | 7-5, 3-6, 6-3 | Parcours |
| 5 | 04/11/2002 | Home Depot Championships Los Angeles      | 3 000 000 | Dur (int.)      | Finale        | Cara Black          | Elena Dementieva Janette Husárová | 4-6, 6-4, 6-3 | Parcours |
| 6 | 03/11/2003 | Tour Championships by Porsche Los Angeles | 3 000 000 | Dur (int.)      | 1/2 finale    | Cara Black          | Kim Clijsters Ai Sugiyama         | 6-3, 6-4      | Parcours |
| 7 | 08/11/2004 | Tour Championships by Porsche Los Angeles | 3 000 000 | Dur (int.)      | 1/2 finale    | Svetlana Kuznetsova | Nadia Petrova Meghann Shaughnessy | 6-3, 6-2      | Parcours |
| 8 | 07/11/2005 | Tour Championships by Porsche Los Angeles | 3 000 000 | Dur (int.)      | 1/2 finale    | Vera Zvonareva      | Cara Black Rennae Stubbs          | 6-4, 7-64     | Parcours |

## Parcours aux Jeux olympiques

### En simple dames
| # | Date       | Nom de l'olympiade           | Surface    | Résultat        | Ultime adversaire  | Score    |          |
| - | ---------- | ---------------------------- | ---------- | --------------- | ------------------ | -------- | -------- |
| 1 | 23/07/1996 | Olympic Tennis Event Atlanta | Dur (ext.) | 1er tour (1/32) | Mary Joe Fernández | 6-2, 6-4 | Parcours |
| 2 | 19/09/2000 | Olympic Tennis Event Sydney  | Dur (ext.) | 1er tour (1/32) | Jana Kandarr       | 6-4, 6-4 | Parcours |

### En double dames
| # | Date       | Nom de l'olympiade           | Surface    | Résultat      | Partenaire          | Ultimes adversaires            | Score          |          |
| - | ---------- | ---------------------------- | ---------- | ------------- | ------------------- | ------------------------------ | -------------- | -------- |
| 1 | 19/09/2000 | Olympic Tennis Event Sydney  | Dur (ext.) | 2e tour (1/8) | Anastasia Myskina   | Serena Williams Venus Williams | 4-6, 6-2, 6-3  | Parcours |
| 2 | 15/08/2004 | Olympic Tennis Event Athènes | Dur (ext.) | 2e tour (1/8) | Svetlana Kuznetsova | Nathalie Dechy Sandrine Testud | 2-6, 7-65, 6-3 | Parcours |

## Parcours en Fed Cup
| #                                                                         | Date       | Lieu         | Surface         | Gagnante(s)                           | Perdante(s)                         | Score           |          |
|                                                                           |            |              |                 |                                       |                                     |                 |          |
| 1999 - 1/4 de finale (groupe mondial) - Russie - France - 3 : 2           |            |              |                 |                                       |                                     |                 |          |
| 1                                                                         | 17/04/1999 | Moscou       | Moquette (int.) | Amélie Mauresmo                       | Elena Likhovtseva                   | 6-2, 6-2        | Parcours |
| 1                                                                         | 17/04/1999 | Moscou       | Moquette (int.) | Elena Likhovtseva                     | Nathalie Tauziat                    | 6-2, 6-4        | Parcours |
| 1                                                                         | 17/04/1999 | Moscou       | Moquette (int.) | Elena Likhovtseva Elena Makarova      | Amélie Mauresmo Nathalie Tauziat    | 6-0, 7-65       | Parcours |
|                                                                           |            |              |                 |                                       |                                     |                 |          |
| 1999 - 1/2 finale (groupe mondial) - Russie - Slovaquie - 3 : 2           |            |              |                 |                                       |                                     |                 |          |
| 2                                                                         | 24/07/1999 | Moscou       | Terre (int.)    | Elena Likhovtseva                     | Ľudmila Cervanová                   | 7-5, 6-75, 6-3  | Parcours |
| 2                                                                         | 24/07/1999 | Moscou       | Terre (int.)    | Elena Likhovtseva                     | Karina Habšudová                    | 3-6, 6-4, 6-2   | Parcours |
|                                                                           |            |              |                 |                                       |                                     |                 |          |
| 1999 - Finale (groupe mondial) - États-Unis - Russie - 4 : 1              |            |              |                 |                                       |                                     |                 |          |
| 3                                                                         | 18/09/1999 | Stanford     | Dur (ext.)      | Venus Williams                        | Elena Likhovtseva                   | 6-3, 6-4        | Parcours |
| 3                                                                         | 18/09/1999 | Stanford     | Dur (ext.)      | Lindsay Davenport                     | Elena Likhovtseva                   | 6-4, 6-4        | Parcours |
|                                                                           |            |              |                 |                                       |                                     |                 |          |
| 2000 - Round robin (groupe mondial) - Russie - France - 0 : 3             |            |              |                 |                                       |                                     |                 |          |
| 4                                                                         | 27/04/2000 | Moscou       | Moquette (int.) | Sandrine Testud                       | Elena Likhovtseva                   | 6-1, 6-4        | Parcours |
| 4                                                                         | 27/04/2000 | Moscou       | Moquette (int.) | Julie Halard Nathalie Tauziat         | Anna Kournikova Elena Likhovtseva   | 6-3, 7-65       | Parcours |
|                                                                           |            |              |                 |                                       |                                     |                 |          |
| 2000 - Round robin (groupe mondial) - Russie - Australie - 2 : 1          |            |              |                 |                                       |                                     |                 |          |
| 5                                                                         | 29/04/2000 | Moscou       | Moquette (int.) | Elena Likhovtseva                     | Nicole Pratt                        | 6-3, 6-2        | Parcours |
| 5                                                                         | 29/04/2000 | Moscou       | Moquette (int.) | Anna Kournikova Elena Likhovtseva     | Jelena Dokić Rennae Stubbs          | 6-3, 4-6, 6-1   | Parcours |
|                                                                           |            |              |                 |                                       |                                     |                 |          |
| 2000 - Round robin (groupe mondial) - Russie - Belgique - 1 : 2           |            |              |                 |                                       |                                     |                 |          |
| 6                                                                         | 30/04/2000 | Moscou       | Moquette (int.) | Elena Likhovtseva                     | Laurence Courtois                   | 6-4, 6-4        | Parcours |
| 6                                                                         | 30/04/2000 | Moscou       | Moquette (int.) | Els Callens Laurence Courtois         | Anna Kournikova Elena Likhovtseva   | 6-4, 6-3        | Parcours |
|                                                                           |            |              |                 |                                       |                                     |                 |          |
| 2001 - 1/4 de finale (groupe mondial) - Slovaquie - Russie - 2 : 3        |            |              |                 |                                       |                                     |                 |          |
| 7                                                                         | 21/07/2001 | Bratislava   | Terre (ext.)    | Daniela Hantuchová                    | Elena Likhovtseva                   | 6-1, 6-3        | Parcours |
| 7                                                                         | 21/07/2001 | Bratislava   | Terre (ext.)    | Elena Likhovtseva Nadia Petrova       | Karina Habšudová Henrieta Nagyová   |                 | Parcours |
|                                                                           |            |              |                 |                                       |                                     |                 |          |
| 2001 - Round robin (groupe mondial) - Russie - République tchèque - 2 : 1 |            |              |                 |                                       |                                     |                 |          |
| 8                                                                         | 07/11/2001 | Madrid       | Terre (int.)    | Elena Likhovtseva Nadia Petrova       | Květa Hrdličková Alena Vašková      | 6-3, 6-2        | Parcours |
|                                                                           |            |              |                 |                                       |                                     |                 |          |
| 2001 - Round robin (groupe mondial) - Russie - Argentine - 3 : 0          |            |              |                 |                                       |                                     |                 |          |
| 9                                                                         | 08/11/2001 | Madrid       | Terre (int.)    | Elena Bovina Elena Likhovtseva        | Laura Montalvo María Emilia Salerni | 7-66, 6-75, 6-4 | Parcours |
|                                                                           |            |              |                 |                                       |                                     |                 |          |
| 2001 - Round robin (groupe mondial) - Russie - France - 2 : 1             |            |              |                 |                                       |                                     |                 |          |
| 10                                                                        | 09/11/2001 | Madrid       | Terre (int.)    | Virginie Razzano Nathalie Tauziat     | Elena Bovina Elena Likhovtseva      | 7-65, 6-1       | Parcours |
|                                                                           |            |              |                 |                                       |                                     |                 |          |
| 2001 - Finale (groupe mondial) - Belgique - Russie - 2 : 1                |            |              |                 |                                       |                                     |                 |          |
| 11                                                                        | 07/11/2001 | Madrid       | Terre (int.)    | Elena Likhovtseva Nadia Petrova       | Els Callens Laurence Courtois       | 7-5, 7-62       | Parcours |
|                                                                           |            |              |                 |                                       |                                     |                 |          |
| 2002 - 1er tour (groupe mondial) - Allemagne - Russie - 3 : 2             |            |              |                 |                                       |                                     |                 |          |
| 12                                                                        | 27/04/2002 | Dresde       | Terre (ext.)    | Barbara Rittner Marlene Weingärtner   | Elena Dementieva Elena Likhovtseva  | 7-61, 6-2       | Parcours |
|                                                                           |            |              |                 |                                       |                                     |                 |          |
| 2003 - 1er tour (groupe mondial) - Russie - Croatie - 4 : 1               |            |              |                 |                                       |                                     |                 |          |
| 13                                                                        | 26/04/2003 | Moscou       | Moquette (int.) | Karolina Šprem                        | Elena Likhovtseva                   | 6-4, 6-3        | Parcours |
|                                                                           |            |              |                 |                                       |                                     |                 |          |
| 2004 - 1er tour (groupe mondial) - Russie - Australie - 4 : 1             |            |              |                 |                                       |                                     |                 |          |
| 14                                                                        | 24/04/2004 | Moscou       | Moquette (int.) | Svetlana Kuznetsova Elena Likhovtseva | Alicia Molik Rennae Stubbs          | 6-2, 3-6, 7-67  | Parcours |
|                                                                           |            |              |                 |                                       |                                     |                 |          |
| 2004 - 1/4 de finale (groupe mondial) - Argentine - Russie - 1 : 4        |            |              |                 |                                       |                                     |                 |          |
| 15                                                                        | 10/07/2004 | Buenos Aires | Terre (ext.)    | Svetlana Kuznetsova Elena Likhovtseva | Gisela Dulko Patricia Tarabini      | 6-2, 5-7, 6-4   | Parcours |
|                                                                           |            |              |                 |                                       |                                     |                 |          |
| 2004 - 1/2 finale (groupe mondial) - Russie - Autriche - 5 : 0            |            |              |                 |                                       |                                     |                 |          |
| 16                                                                        | 24/11/2004 | Moscou       | Moquette (int.) | Svetlana Kuznetsova Elena Likhovtseva | Yvonne Meusburger Patricia Wartusch | 6-2, 6-2        | Parcours |

## Classements WTA en fin de saison

### En simple
| Année | 1992 | 1993 | 1994 | 1995 | 1996 | 1997 | 1998 | 1999 | 2000 | 2001 | 2002 | 2003 | 2004 | 2005 | 2006 | 2007 | 2008 |
| Rang  | 317  | 67   | 62   | 45   | 18   | 31   | 26   | 18   | 21   | 36   | 42   | 37   | 24   | 17   | 42   | 66   | 1046 |

Source : (en) « Classements de Elena Likhovtseva », sur le site officiel du WTA Tour

### En double
| Année | 1992 | 1993 | 1994 | 1995 | 1996 | 1997 | 1998 | 1999 | 2000 | 2001 | 2002 | 2003 | 2004 | 2005 | 2006 | 2007 | 2008 |
| Rang  | 174  | 141  | 74   | 139  | 55   | 24   | 9    | 8    | 18   | 4    | 10   | 11   | 5    | 7    | 28   | 22   | 77   |

Source : (en) « Classements de Elena Likhovtseva », sur le site officiel du WTA Tour